# Frailea

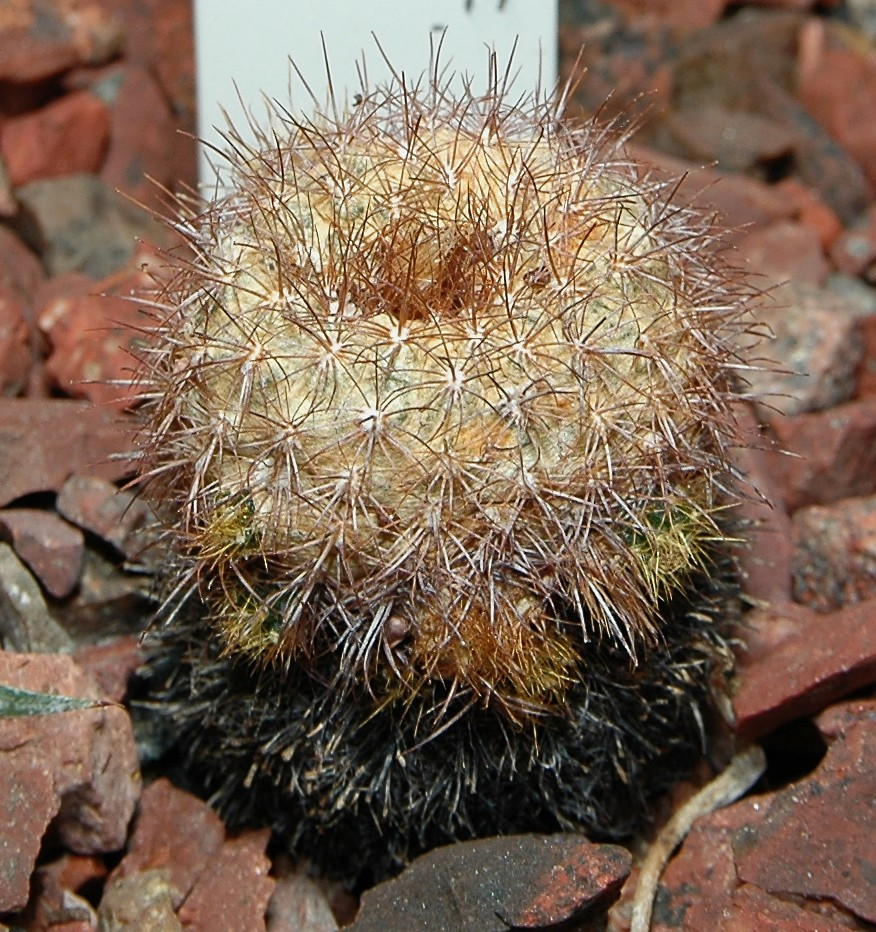
Frailea pumila

Frailea – rodzaj sukulenta z rodziny kaktusowatych.                        

## Systematyka
Pozycja systematyczna według APweb (aktualizowany system APG III z 2009)
Należy do rodziny kaktusowatych (Cactaceae) Juss., która jest jednym z kladów w obrębie rzędu goździkowców (Caryophyllales)  i klasy roślin okrytonasiennych. W obrębie kaktusowatych należy do plemienia Notocacteae, podrodziny Cactoideae.
\
Pozycja w systemie Reveala (1993-1999)
Gromada okrytonasienne (Magnoliophyta Cronquist), podgromada Magnoliophytina Frohne & U. Jensen ex Reveal, klasa Rosopsida Batsch, podklasa goździkowe (Caryophyllidae Takht.), nadrząd  Caryophyllanae Takht.,  rząd goździkowce (Caryophyllales Perleb), podrząd Cactineae Bessey in C.K. Adams, rodzina kaktusowate (Cactaceae Juss.), rodzaj Frailea Britton & Rose. 
Gatunki (wybór)
- Frailea alexandri Metzing
- Frailea altasensis Prestlé
- Frailea asterioides Werderm.
- Frailea buenekeri W.R.Abraham
- Frailea buiningiana Prestlé
- Frailea castanea Backeb.
- Frailea cataphracta (Dams) Britton & Rose
- Frailea chiquitana Cárdenas
- Frailea curvispina Buining & Brederoo
- Frailea friedrichii Buining & G.Moser
- Frailea gracillima (Lem.) Britton & Rose
- Frailea grahliana K.Schum.) Britton & Rose
- Frailea knippeliana (Quehl) Britton & Rose
- Frailea mammifera Buining & Brederoo
- Frailea phaeodisca (Speg.) Backeb. & F.M.Knuth
- Frailea pseudopulcherrima Y.Itô
- Frailea pumila (Lem.) Britton & Rose
- Frailea pygmaea (Speg.) Britton & Rose
- Frailea schilinzkyana (Haage ex K.Schum.) Britton & Rose
- Frailea stockingeri Prestlé